# Oculus Quest
Oculus Quest ist ein Virtual-Reality-Headset, das von Oculus VR, einem ehemaligen Tochterunternehmen von Meta entwickelt wurde. Es handelt sich um ein Standalone-Gerät mit zwei 6-DoF-Controllern; ein PC oder eine Spielkonsole wird nicht benötigt. Das Headset kam im Mai 2019 in einer 64-GB- und 128-GB-Version (für 450 bzw. 550 Euro) auf den Markt. Zwei Wochen nach dem Start gab Oculus bekannt, dass für die Oculus Quest Inhalte im Wert von 5 Millionen Dollar verkauft wurden. Das Nachfolgemodell Oculus Quest 2 erschien im Oktober 2020.

## Geschichte
Auf der Konferenz Oculus Connect 3 im Jahr 2016 teilte Mark Zuckerberg mit, dass Oculus an einer eigenständigen Version der Oculus Rift mit dem Codenamen Santa Cruz arbeite.
Auf der Oculus Connect 4 im folgenden Jahr kündigte Oculus an, 2018 Entwickler-Kits ausliefern zu wollen. Die zugehörigen Controller würden den Touch-Controllern der Oculus Rift ähneln (siehe auch Oculus Touch).
2018 gab Oculus auf der Konferenz Connect 5 an, dass das Gerät 399 US-Dollar kosten und Oculus Quest heißen wird. 2019 wurde auf der Konferenz F8 angekündigt, dass die Quest am 21. Mai 2019 ausgeliefert wird.

## Hardware
Die Oculus Quest folgt einem ähnlichen Konzept wie die Oculus Go, verfügt aber über einen besseren Grafikchip und eine aktive Kühlung. Das Headset wiegt 571 g (zum Vergleich: das erste Headset von Oculus, die Oculus Rift, wog 470 g). Die Akkulaufzeit wird mit ca. 2–3 Stunden angegeben.

### Optik: Bildschirm und Linsen
Die Oculus Quest verwendet zwei OLED-Displays, jeweils mit einer Auflösung von 1440 × 1600 Pixeln und einer Bildwiederholfrequenz von 72 Hz. Visuelle Artefakte wie Strahlenbüschel sind zwar weniger ausgeprägt, aber in kontrastreichen Szenen immer noch sichtbar. Sie verfügt über eine manuelle Augenabstandsanpassung.

### Oculus Insight
Die Oculus Quest verfügt wie die Rift S über ein optisches-Tracking-System, genannt Oculus Insight. Das System basiert auf vier Weitwinkelkameras, die sich an den Ecken des Headsets befinden, um es räumlich zu orten.

### Überarbeitete Touch-Controller

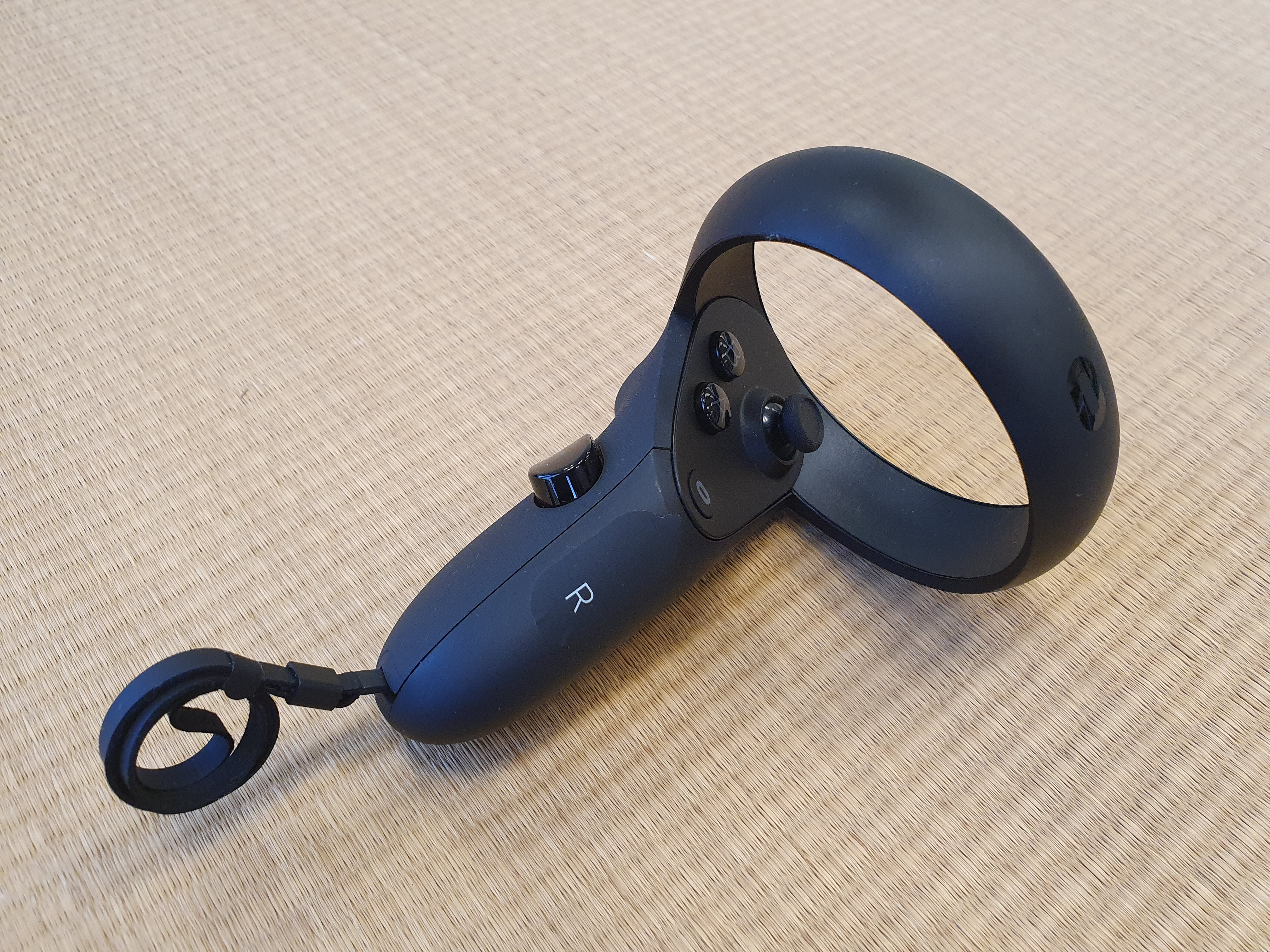
Oculus-Touch-Controller der Oculus Quest für die rechte Hand

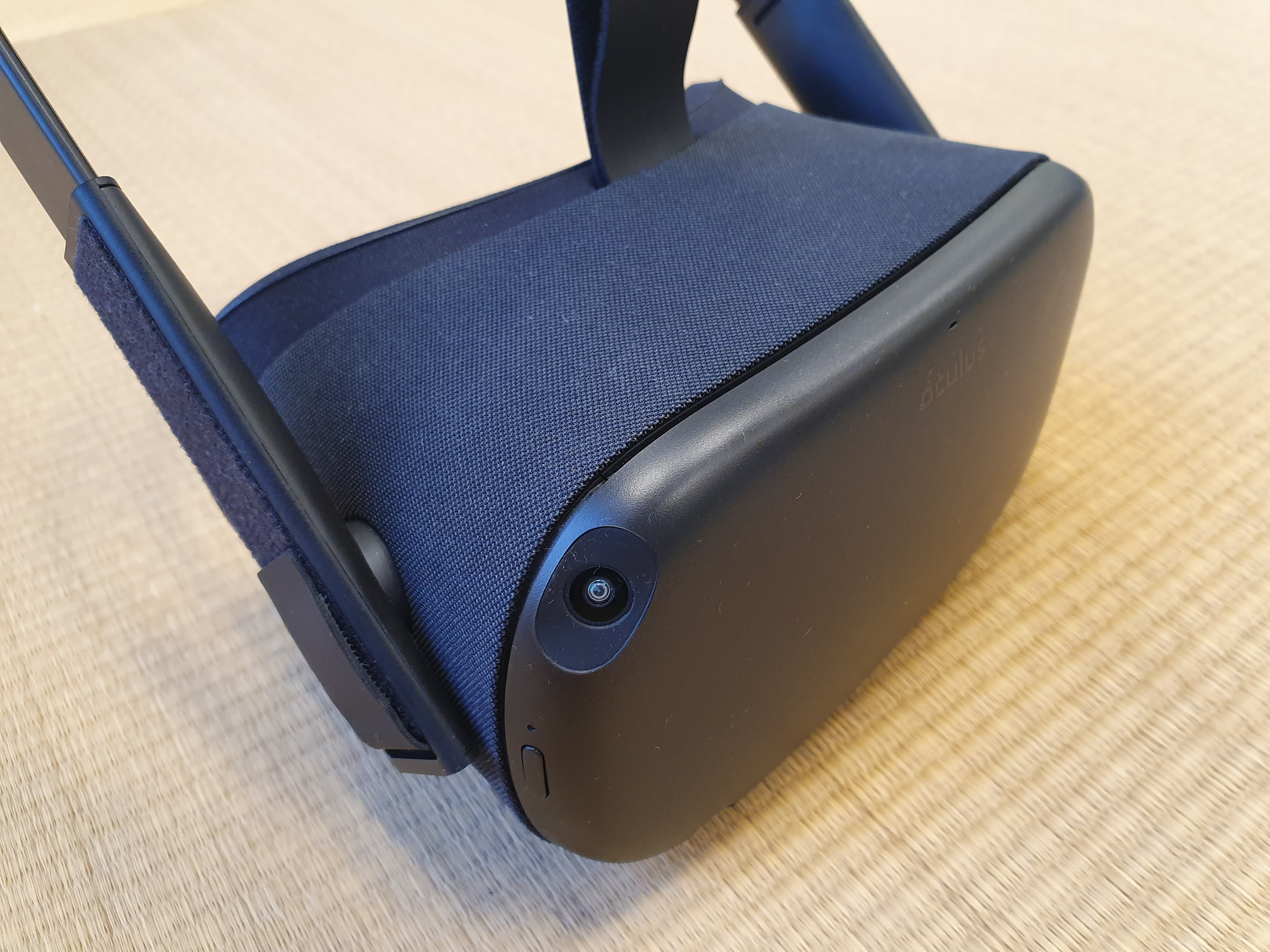
Oculus-Quest-Headset

Die Oculus Quest verwendet die gleichen Controller wie die Oculus Rift S. Sie ähneln den Touch-Controllern der Rift.

### Zubehör
Die Oculus Quest verfügt über eingebaute Lautsprecher, Oculus bietet jedoch auch In-Ear-Kopfhörer an. Oculus verkauft außerdem eine Transporttasche.

## Software
Oculus brachte das Headset mit über 50 Titeln auf den Markt, darunter neue und bekannte Spiele wie Beat Saber, VRChat, Superhot VR, Moss und Robo Recall.
Einige Spiele wie Racket: Nx, Rec Room und VRChat ermöglichen plattformübergreifende Mehrspielermodi.

### Passthrough-Modus
Der Passthrough-Modus ist eine Eigenschaft der Oculus Quest, die es dem Nutzer erlaubt, seine echte Umgebung in stereoskopischem schwarz/weiß durch die eingebauten unteren beiden Kameras zu betrachten. Der Passthrough-Modus wird in Zusammenhang mit der Raumbegrenzungfunktion „Guardian“ genutzt. Verlässt der Anwender seinen vordefinierten Spielbereich, schaltet das Headset von der Ansicht der derzeit dargestellten virtuellen Umgebung in den Passthrough-Modus. Entfernt man sich zu weit von dem definierten Bereich, schaltet sich der Passthrough-Modus ab und es erscheint ein Warnhinweis. Des Weiteren ist es möglich, den Passthrough-Modus durch doppeltes Antippen des Headsets manuell zu aktivieren, wenn dies zuvor in den Einstellungen aktiviert wurde.

### Oculus Link
Im November 2019 erschien Oculus Link als eine Erweiterung der Firmware-Version 11, die es ermöglicht, über ein herkömmliches USB-C-Kabel PC-VR-Spiele und -Anwendungen auf die Oculus Quest zu projizieren. Dabei können Spiele und Anwendungen aus dem Oculus Store und der SteamVR-Bibliothek genutzt werden. Die Oculus Quest wird dabei zu einem hybriden Gerät, das sowohl kabellos als auch kabelgebunden genutzt werden kann.

### Hand Tracking
Gemäß der Oculus Connect 6 sollte das Hand Tracking via Software Anfang 2020 per Software ermöglicht werden. Am 9. Dezember 2019 kündigte Oculus die Veröffentlichung erster Hand-Tracking-Demos und ein Update des Oculus-SDK an, worüber das Hand Tracking integriert werden kann. Die Demos wurden am 11. Dezember 2019 zusammen mit der Firmware-Version 12.0 veröffentlicht. Über diese Erweiterungen können Anwender mit ihren Händen in der virtuellen Realität interagieren, ohne dabei einen zusätzlichen Controller zu verwenden. Hierbei wird die Haltung und die Lage der Hand über die verbauten Kameras erfasst und interpretiert. Gestützt wird das System über eine von Oculus integrierte Künstliche Intelligenz.